# 峡谷
峡谷（きょうこく）とは、渓谷（けいこく）の幅と比較してさらに深い谷のことである。谷の断面は、V字形をなす両岸が険しい崖になっていて谷底平野を持たない。V字谷（ブイじこく、ブイじだに）とも。

## 概要

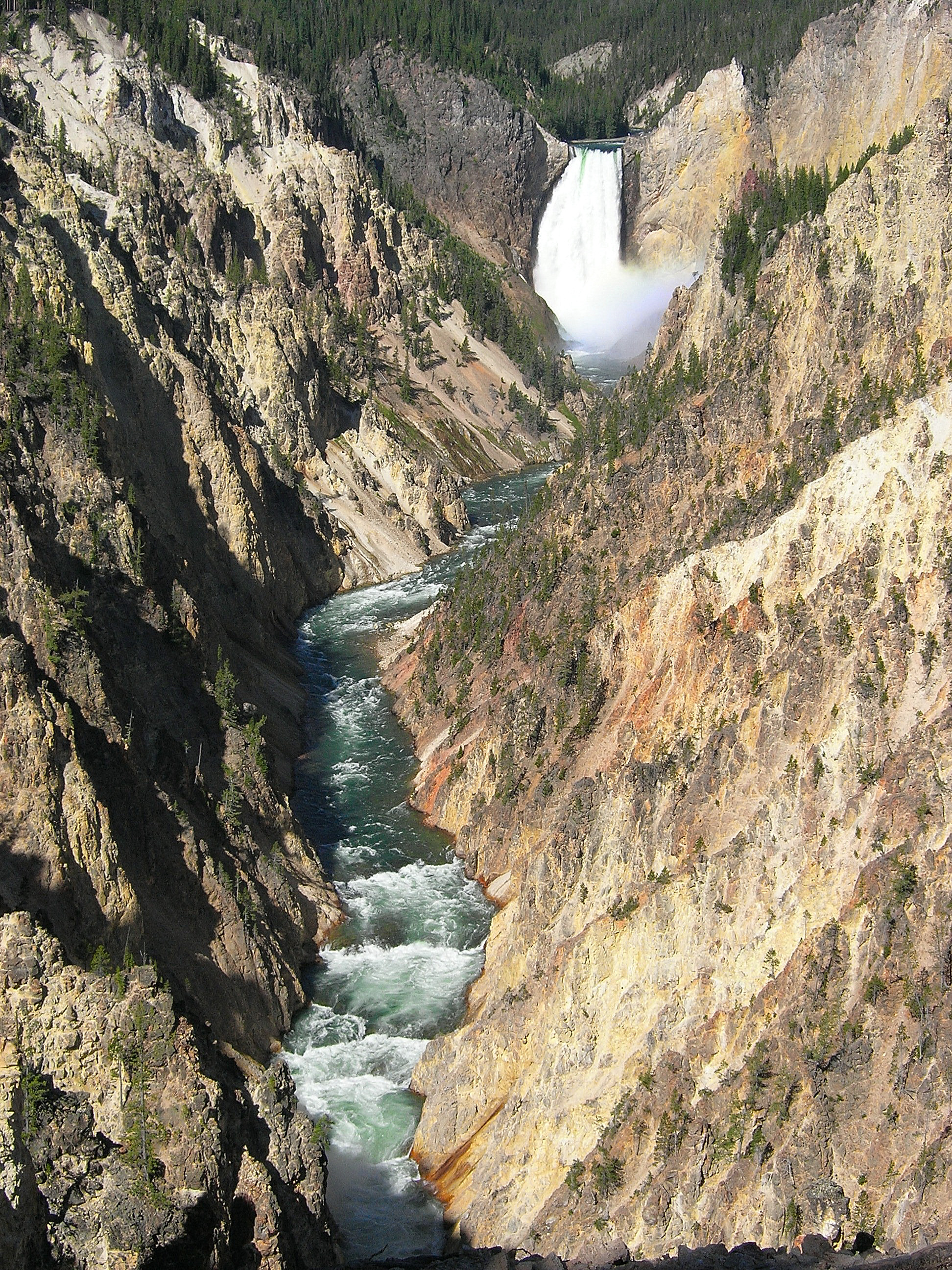
グランドキャニオン オブ ザ イエローストーン（アメリカ合衆国イエローストーン国立公園）

地形輪廻の壮年期地形や河川の上流などの下刻作用の強い所に見られる。侵食が活発なため土砂流出も激しい。侵食によって生産される土砂は中流域や下流域に堆積し、扇状地が形成される。
日本においては、黒部川の黒部峡谷、天竜川の天竜峡、熊野川の瀞八丁などが有名である。世界的には、アメリカ合衆国のグランド・キャニオン（大峡谷）などが有名である。
登山用語では、切り立った岩壁にはさまれた峡谷はゴルジュと呼ばれる。フランス語で「のど」という意味（仏: gorge。のどのように狭くなっているところから）。

### 日本
とりわけ日本においては、河川が急流のため河谷の浸食が激しいことから、岩が様々な造形を象っていることが多く、それらが密集する峡谷を、川の名前や地名を取るなどして「○○峡」などと呼んで、風光明媚な景勝地として地元に根付くことが多い（例：竜神峡、保津峡）。近年は、ハイキングなどのコースとして遊歩道が整備されている。また、手付かずの自然が残る場所はエコツーリズムや本格的なトレッキングのメッカとして人気を集めている。
一方で、こういった峡谷の地形はダムを建設しやすい。そのために何度もダム建設の対象となっていて過去に幾つもの景勝地が姿を消している。現在も住民が反対運動を行っている場所が多く、ダム実行派と反対派による争いが起こっている（吾妻峡など）。

## 日本の主な峡谷

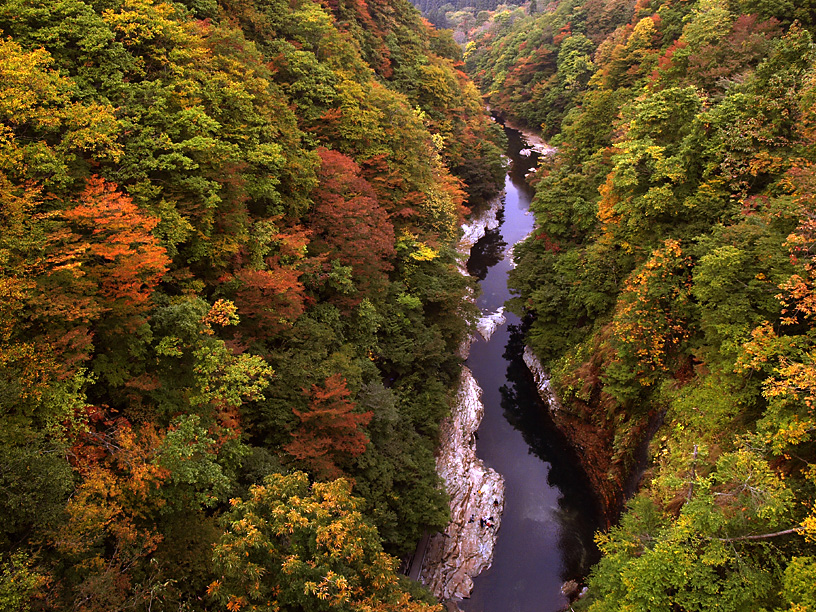
小安峡

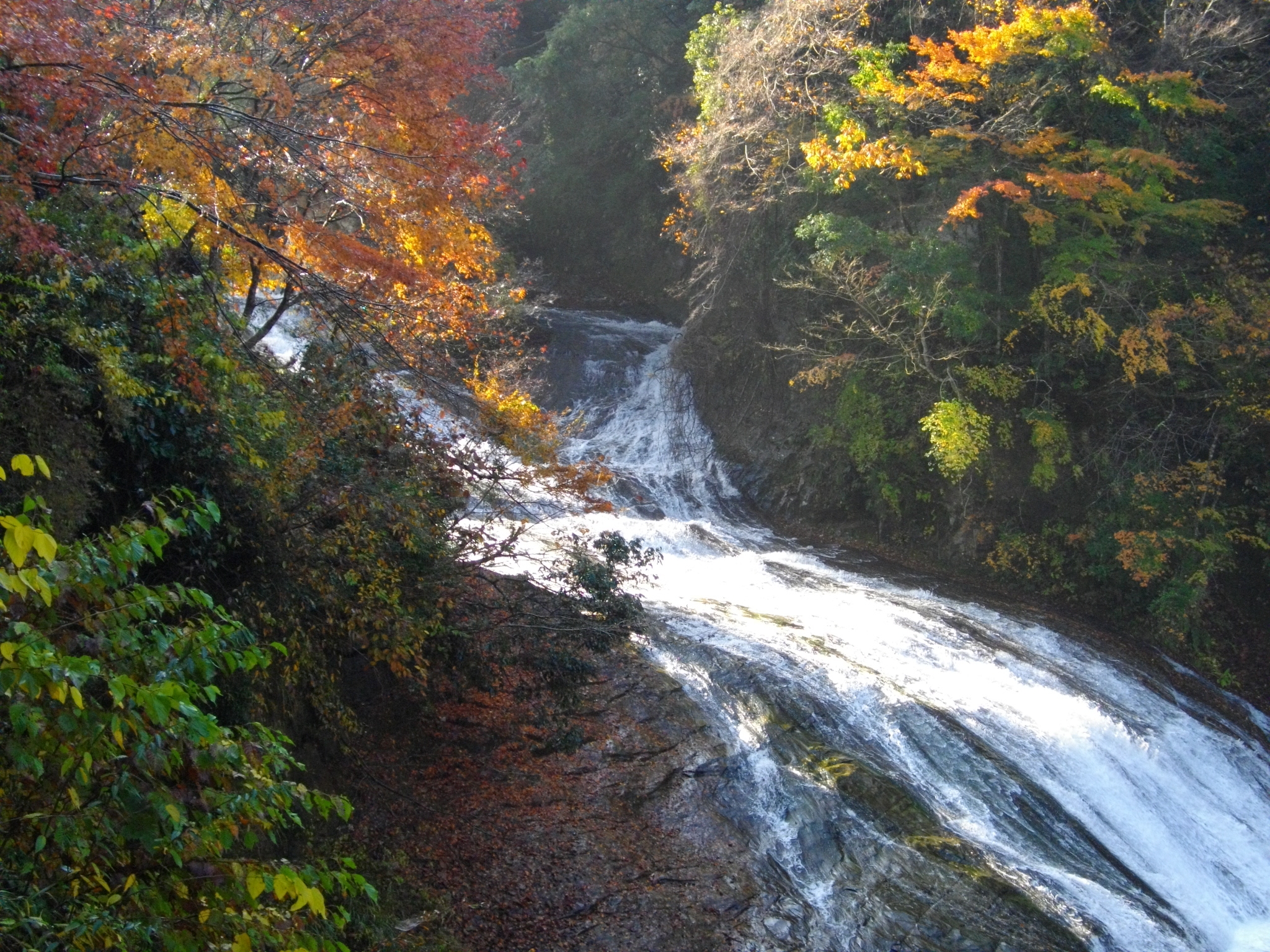
養老渓谷（千葉県）

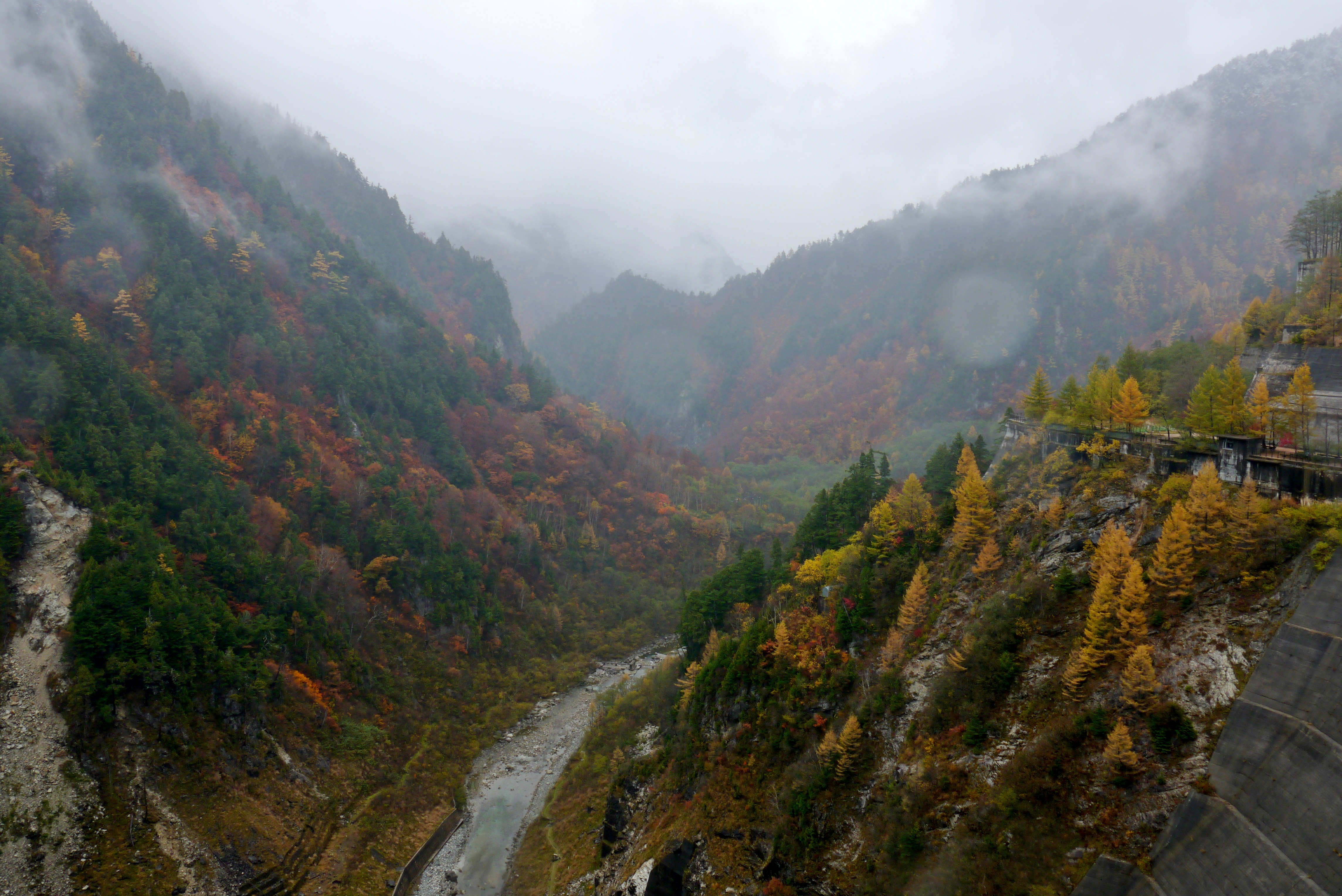
黒部峡谷

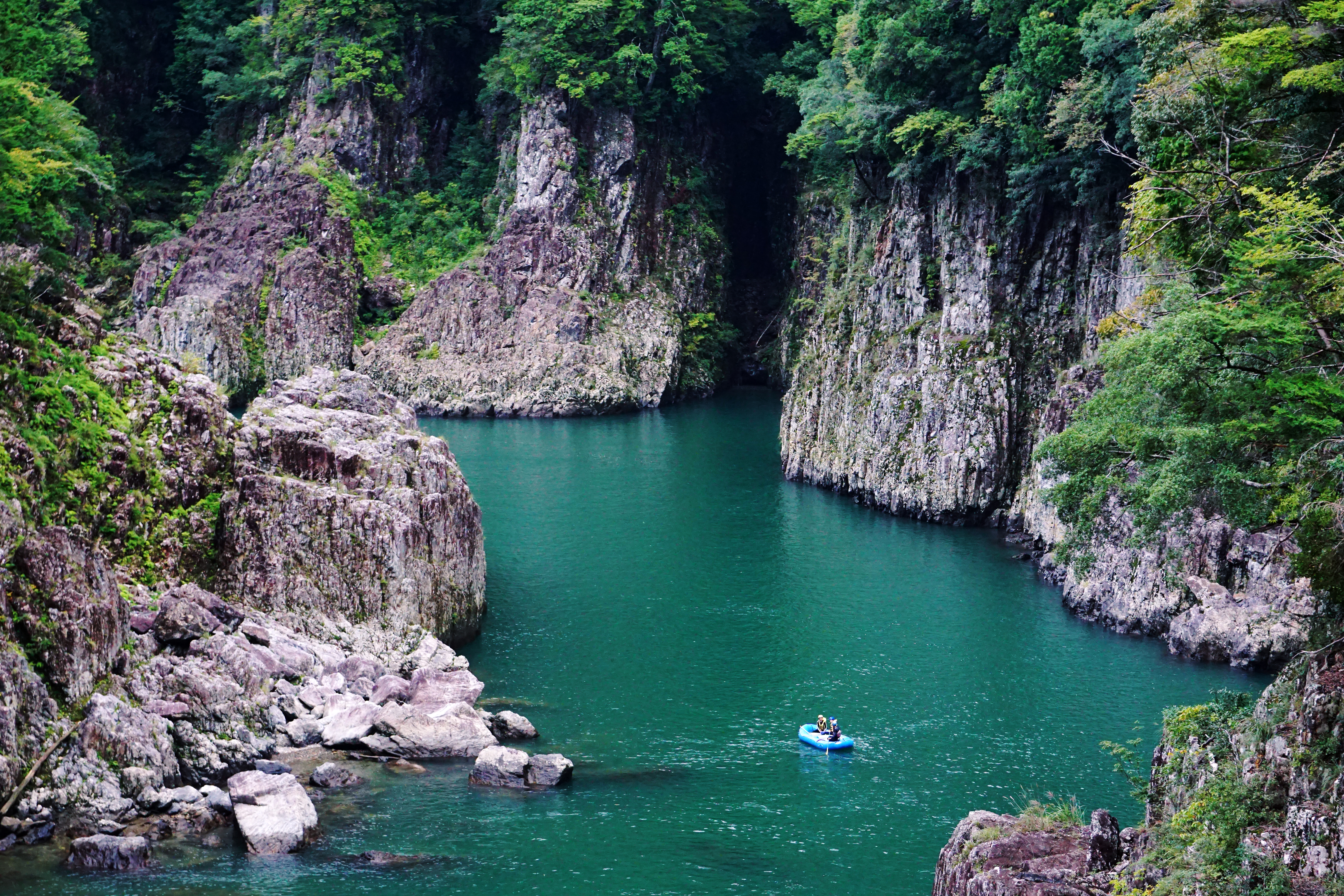
瀞八丁

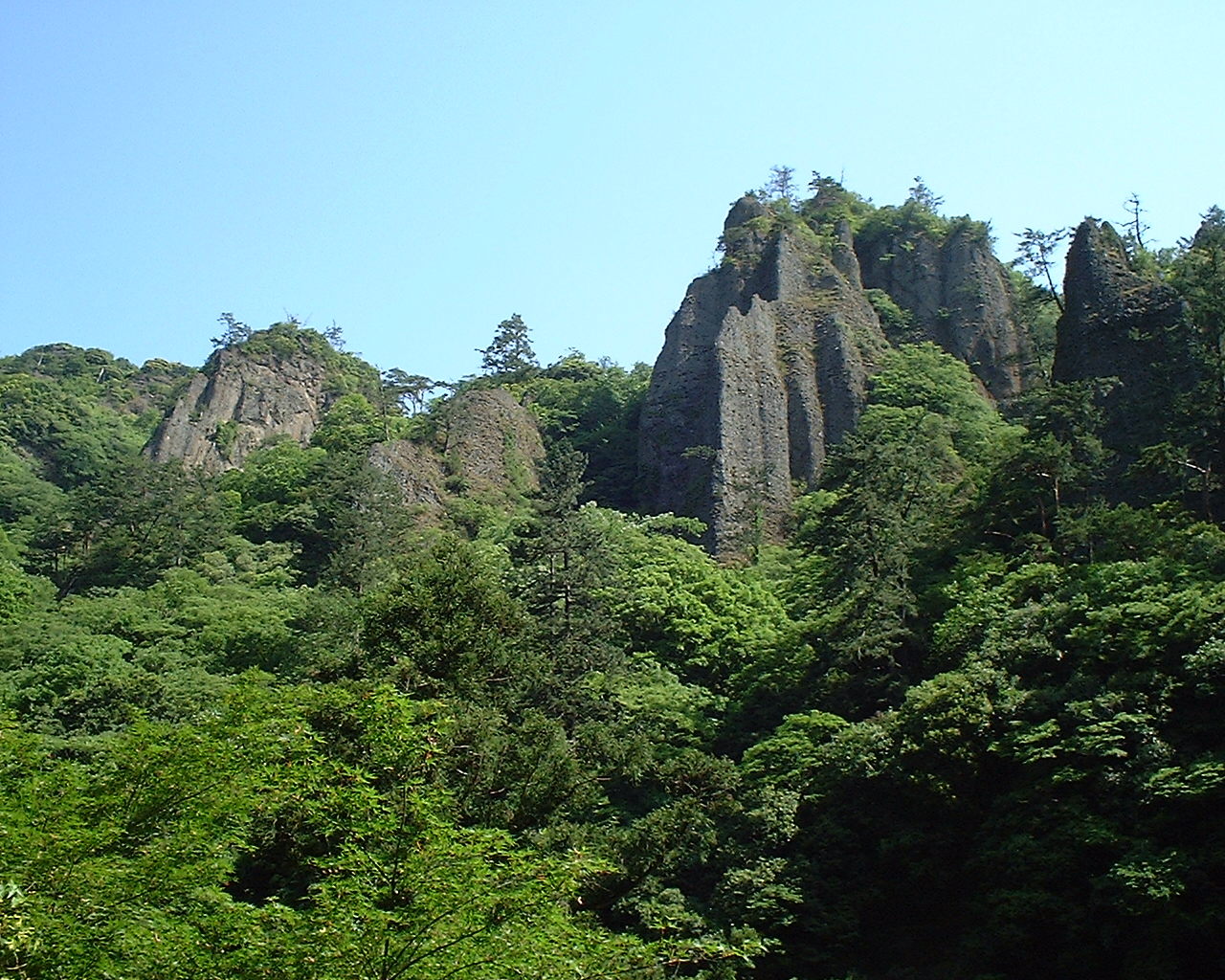
立久恵峡

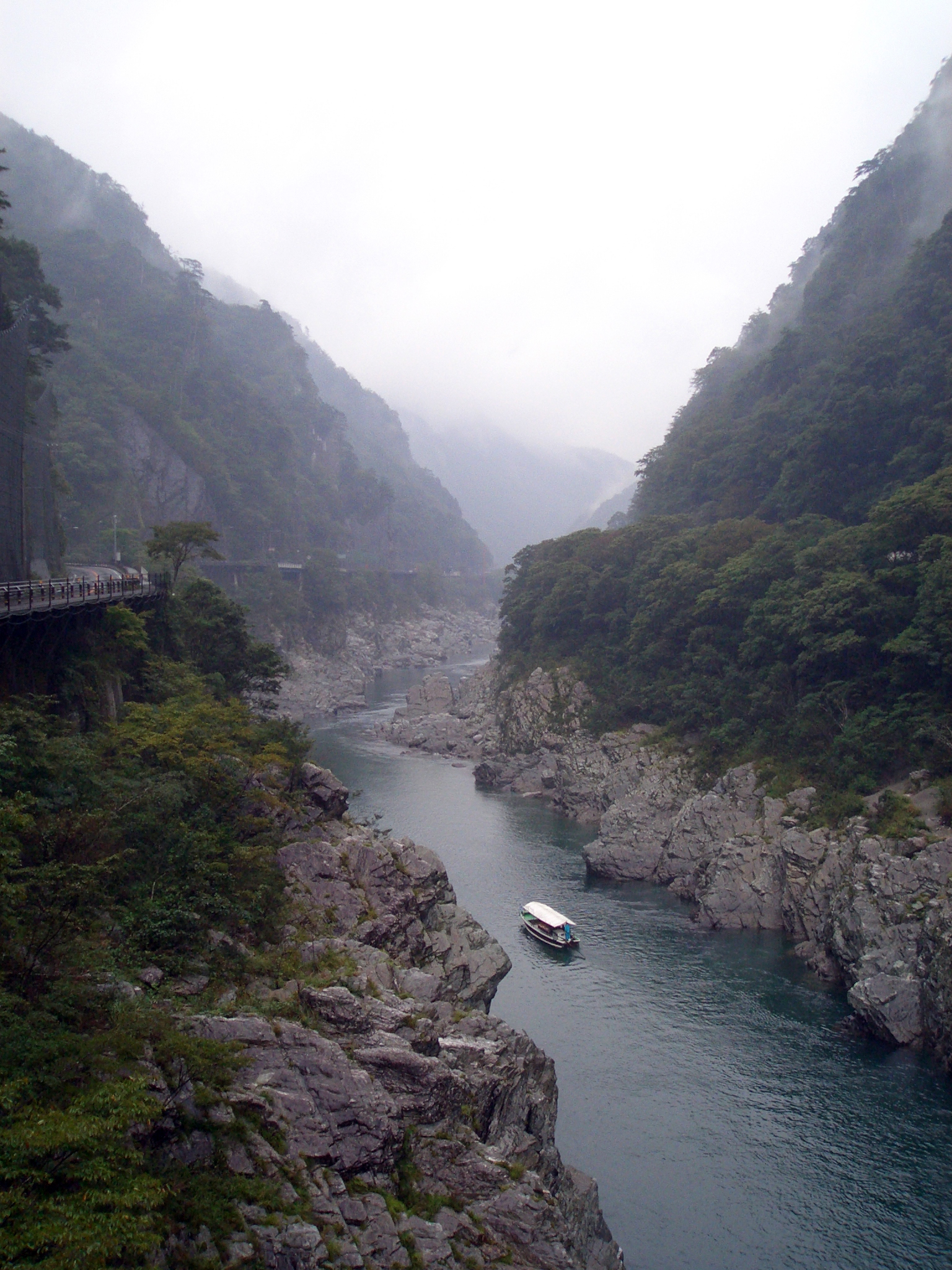
大歩危

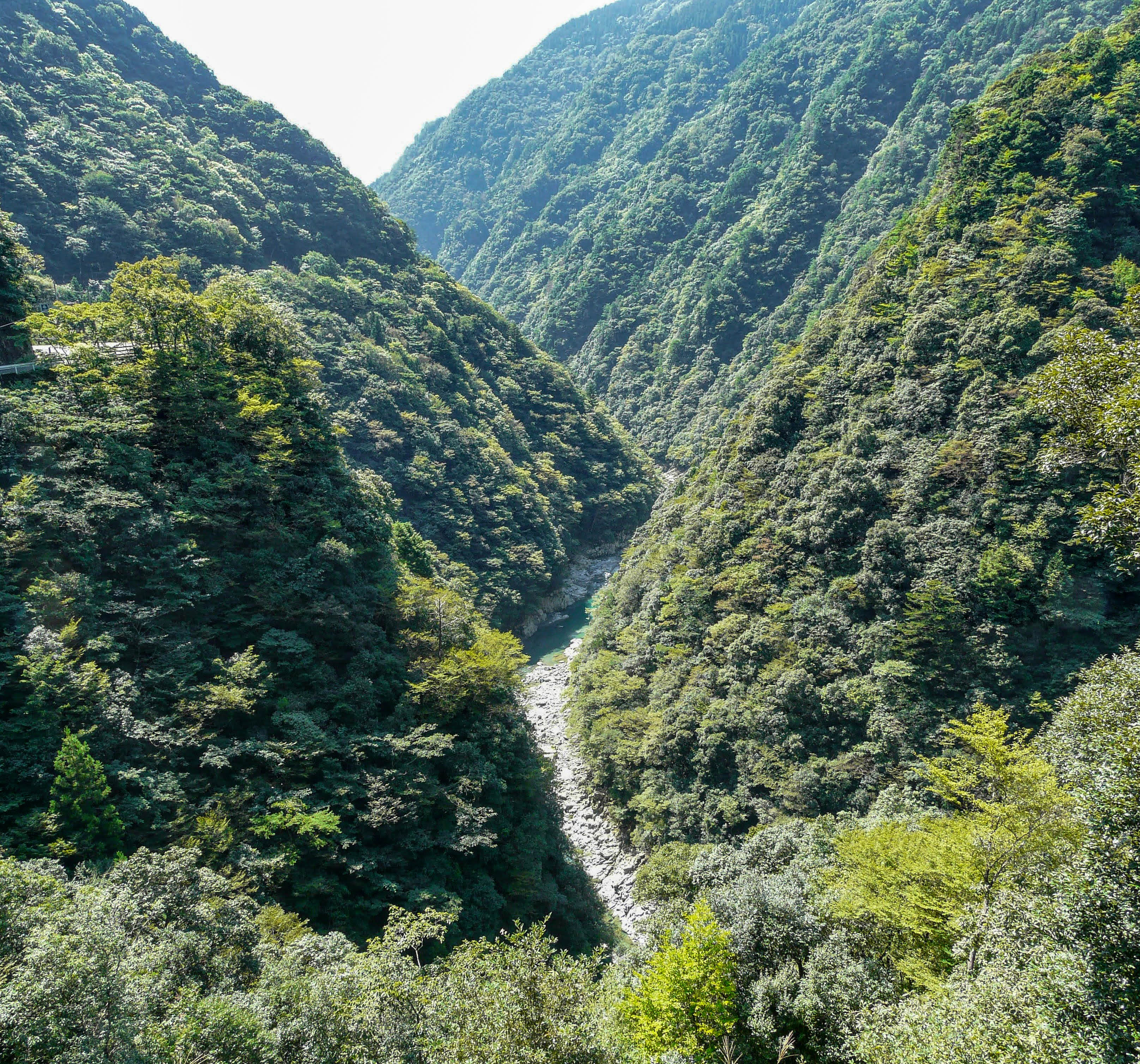
祖谷渓

日本国内で、○○峡、○○峡谷と名乗る主な峡谷を採り上げる（参照→渓谷）。
北海道
層雲峡・天人峡・豊平峡・岩内仙峡・赤岩青巌峡（あかいわせいげん-）など
東北地方
馬仙峡（岩手県）
鳴子峡・二口峡谷（宮城県）
小又峡・小安峡・藤里峡・岨谷峡など（秋田県）
最上峡・赤芝峡など（山形県）
塔のへつりなど（福島県）
関東地方
竜神峡（茨城県）
龍王峡・瀬戸合峡など（栃木県）
吾妻渓谷、照葉峡・高津戸峡など（群馬県）
三波石峡（群馬県・埼玉県）
中津峡（埼玉県）
御岳昇仙峡など（山梨県）
中部地方
清津峡・ヒスイ峡・橋立ヒスイ峡・荒川峡など（新潟県）
黒部峡谷・神通峡・庄川峡など（富山県）
天竜峡・内山峡・寝覚の床・横谷峡・差切峡など（長野県）
恵那峡・蘇水峡・深沢峡・付知峡・飛水峡・揖斐峡・横谷峡など（岐阜県）
寸又峡・接岨峡・山王峡・世古峡など（静岡県）
鳳来峡・勘八峡・下山峡など（愛知県）
大杉谷・宮妻峡・多度峡・香肌峡・宮川峡など（三重県）
手取峡谷など（石川県）
九頭竜峡など（福井県）
近畿地方
醒井峡谷（滋賀県）
保津峡・夢絃峡など（京都府）
摂津峡など（大阪府）
蓬萊峡・立雲峡（兵庫県）
瀞峡（奈良県・和歌山県・三重県）
瀞八丁（奈良県・和歌山県）
奇絶峡・玉川峡・古座川峡など（和歌山県）
中国地方
匹見峡・立久恵峡・鬼の舌震など（島根県）
井倉峡など（岡山県）
三段峡・帝釈峡・山野峡・南原峡・二級峡・二河峡・神之瀬峡（かんのせ-）・石ヶ谷峡など（広島県）
寂地峡・長門峡・深谷峡など（山口県）
四国地方
大歩危・小歩危・高の瀬峡・祖谷渓など（徳島県）
別府峡（べふ-）など（高知県）
九州地方
日向神峡・上野峡（あがの-）など（福岡県）
川上峡など（佐賀県）
轟峡など（長崎県）
蘇陽峡・仙酔峡・遊水峡・立神峡（たてがみ-）など（熊本県）
由布川峡谷・犬江釜峡（けんこうふ-）（大分県）
高千穂峡・杉安峡・三之宮峡・狗留孫峡など（宮崎県）
白谷雲水峡・唐船峡・大川原峡など
※なお、谷底が浅く、河川が急流で、蛇行が激しいものは渓谷、渓流といい、○○渓と付いているものが多い（日本の主な渓谷を参照）。